# 松崎町

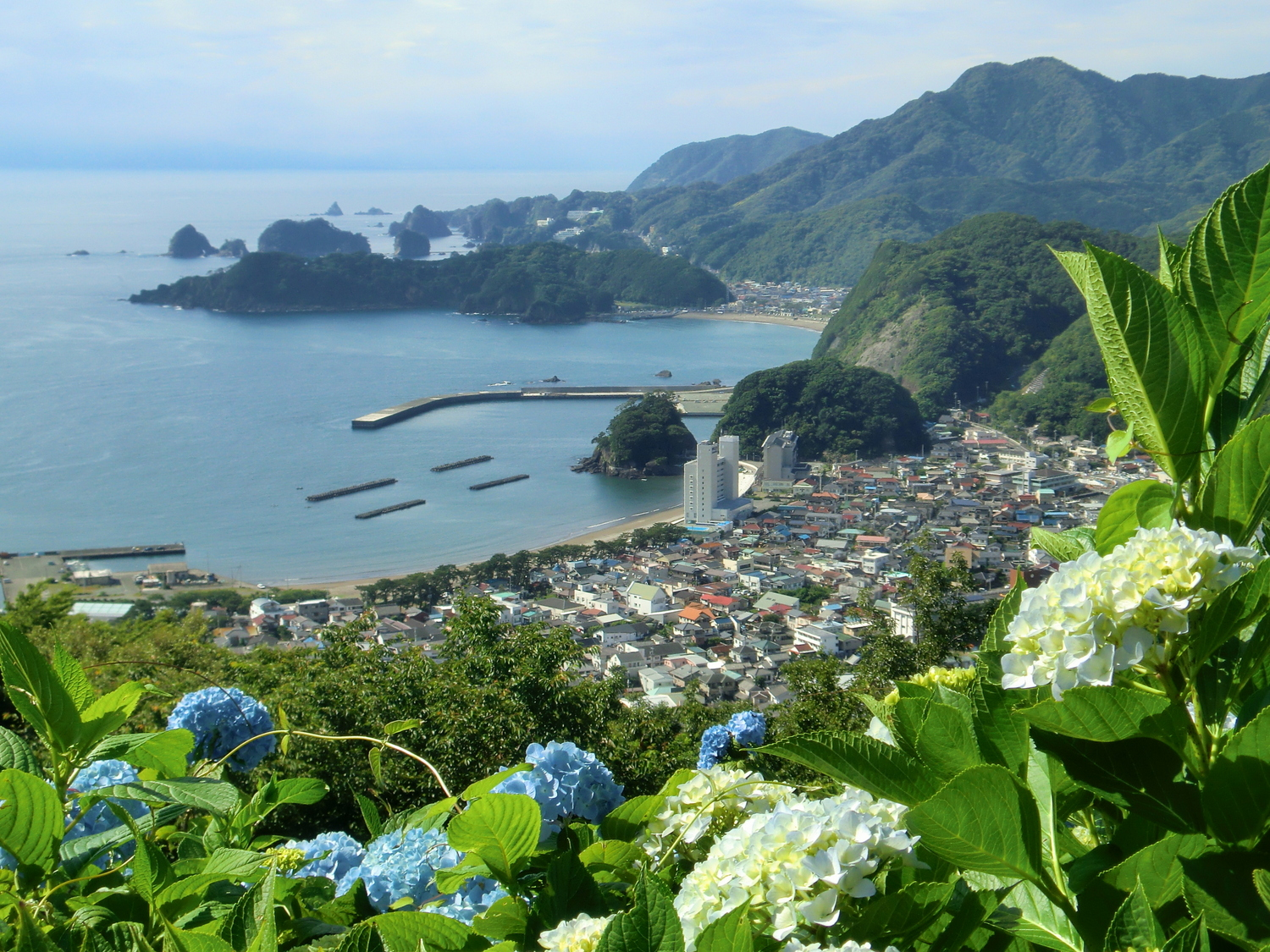
牛原山町民の森から見た松崎町中心部

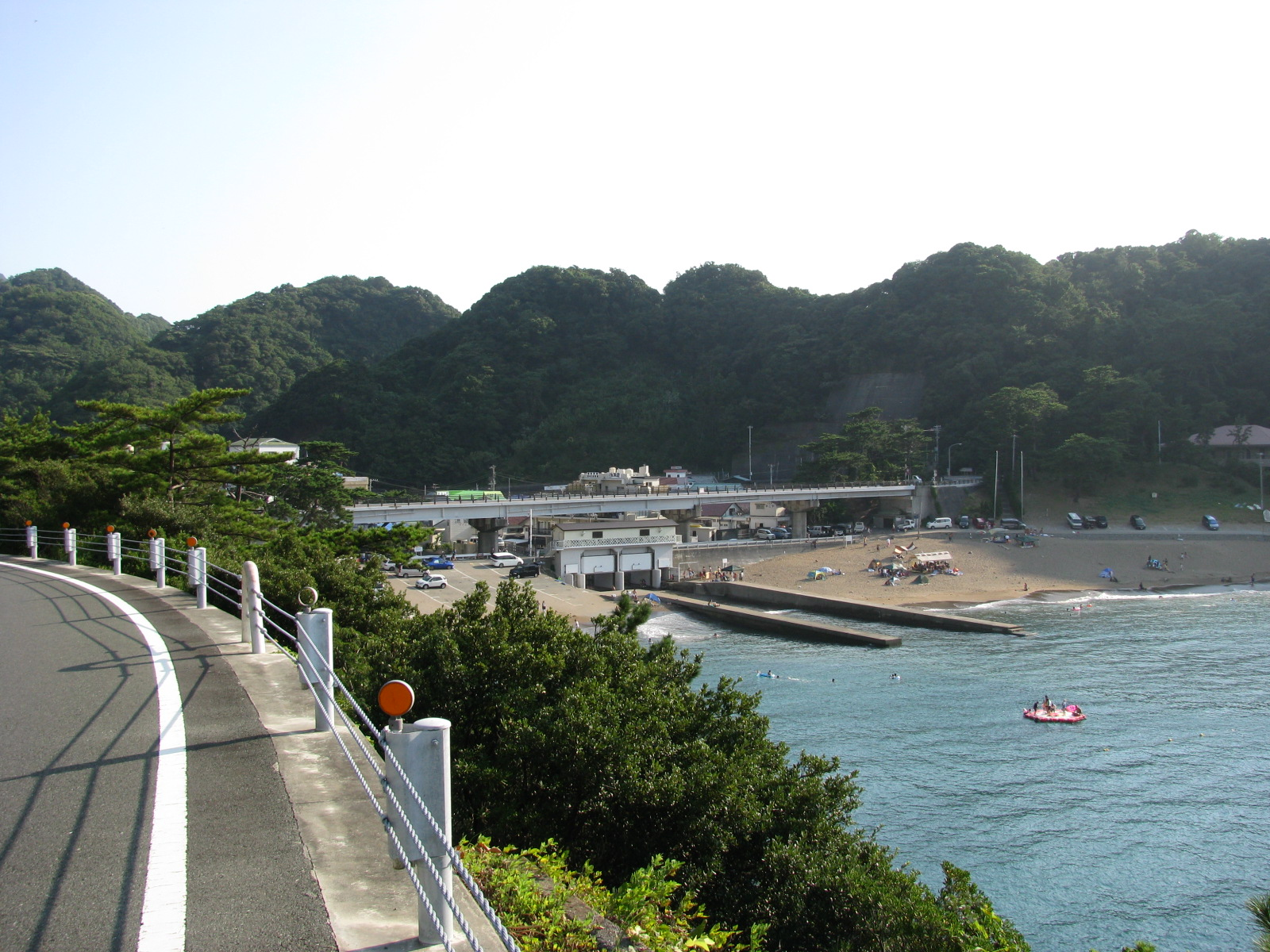
雲見温泉街を望む

松崎町（まつざきちょう）は、静岡県賀茂郡にある町。伊豆半島南西部の海岸沿いに位置する。町のキャッチフレーズは「花とロマンの里」。

町内には松崎温泉を始めとする温泉、なまこ壁の町並み等の史跡があり、夏の海水浴などを含め、多くの観光客が訪れる。

桜餅に使われる桜葉漬けは、全国の約7割が松崎町で生産されている。

## 地理
町の64%は山林であるが、町中心部に流れる那賀川・岩科川により、流域に約500haの耕地をもつ伊豆半島西側最大の平野となっている。
- 山: 長九郎山(996m) 、婆娑羅山(ばさらやま、608m)、烏帽子山（162m）
- 河川: 那賀川、岩科川
- 湖沼: なし
- 海域: 主に西から西北方向に開けている。南海トラフ巨大地震が発生した際には、最大12mの津波が到達することが予想されている[1]。

### 気候
| 松崎（1991年 - 2020年）の気候      | 松崎（1991年 - 2020年）の気候 | 松崎（1991年 - 2020年）の気候 | 松崎（1991年 - 2020年）の気候 | 松崎（1991年 - 2020年）の気候 | 松崎（1991年 - 2020年）の気候 | 松崎（1991年 - 2020年）の気候 | 松崎（1991年 - 2020年）の気候 | 松崎（1991年 - 2020年）の気候 | 松崎（1991年 - 2020年）の気候 | 松崎（1991年 - 2020年）の気候 | 松崎（1991年 - 2020年）の気候 | 松崎（1991年 - 2020年）の気候 | 松崎（1991年 - 2020年）の気候 |
| 月                                 | 1月                           | 2月                           | 3月                           | 4月                           | 5月                           | 6月                           | 7月                           | 8月                           | 9月                           | 10月                          | 11月                          | 12月                          | 年                            |
| ---------------------------------- | ----------------------------- | ----------------------------- | ----------------------------- | ----------------------------- | ----------------------------- | ----------------------------- | ----------------------------- | ----------------------------- | ----------------------------- | ----------------------------- | ----------------------------- | ----------------------------- | ----------------------------- |
| 最高気温記録 °C （°F）             | 19.0 (66.2)                   | 22.0 (71.6)                   | 24.4 (75.9)                   | 27.6 (81.7)                   | 29.4 (84.9)                   | 35.0 (95)                     | 37.3 (99.1)                   | 37.0 (98.6)                   | 34.7 (94.5)                   | 31.0 (87.8)                   | 27.4 (81.3)                   | 23.3 (73.9)                   | 37.3 (99.1)                   |
| 平均最高気温 °C （°F）             | 11.4 (52.5)                   | 12.1 (53.8)                   | 15.0 (59)                     | 19.3 (66.7)                   | 23.4 (74.1)                   | 25.7 (78.3)                   | 29.3 (84.7)                   | 31.0 (87.8)                   | 28.1 (82.6)                   | 23.5 (74.3)                   | 18.7 (65.7)                   | 13.9 (57)                     | 20.9 (69.6)                   |
| 日平均気温 °C （°F）               | 7.0 (44.6)                    | 7.5 (45.5)                    | 10.3 (50.5)                   | 14.5 (58.1)                   | 18.4 (65.1)                   | 21.7 (71.1)                   | 25.4 (77.7)                   | 26.5 (79.7)                   | 23.5 (74.3)                   | 18.7 (65.7)                   | 13.9 (57)                     | 9.3 (48.7)                    | 16.4 (61.5)                   |
| 平均最低気温 °C （°F）             | 2.1 (35.8)                    | 2.3 (36.1)                    | 5.0 (41)                      | 9.2 (48.6)                    | 13.7 (56.7)                   | 18.4 (65.1)                   | 22.3 (72.1)                   | 23.1 (73.6)                   | 19.8 (67.6)                   | 14.4 (57.9)                   | 9.2 (48.6)                    | 4.4 (39.9)                    | 12.0 (53.6)                   |
| 最低気温記録 °C （°F）             | −5.9 (21.4)                   | −6.0 (21.2)                   | −4.4 (24.1)                   | −1.1 (30)                     | 4.6 (40.3)                    | 10.4 (50.7)                   | 12.5 (54.5)                   | 16.5 (61.7)                   | 8.7 (47.7)                    | 3.7 (38.7)                    | −0.7 (30.7)                   | −6.6 (20.1)                   | −6.6 (20.1)                   |
| 降水量 mm （inch）                 | 73.9 (2.909)                  | 97.4 (3.835)                  | 161.1 (6.343)                 | 174.1 (6.854)                 | 182.0 (7.165)                 | 231.6 (9.118)                 | 246.4 (9.701)                 | 153.7 (6.051)                 | 238.9 (9.406)                 | 198.1 (7.799)                 | 131.2 (5.165)                 | 73.8 (2.906)                  | 1,962.1 (77.248)              |
| 平均降水日数 （≥1.0 mm）           | 6.5                           | 6.8                           | 10.4                          | 9.9                           | 10.5                          | 12.3                          | 10.9                          | 7.4                           | 11.0                          | 9.9                           | 8.4                           | 6.8                           | 110.7                         |
| 平均月間日照時間                   | 185.4                         | 175.4                         | 180.1                         | 192.4                         | 194.7                         | 135.3                         | 161.5                         | 211.3                         | 163.1                         | 158.2                         | 161.7                         | 178.2                         | 2,096.4                       |
| 出典1：Japan Meteorological Agency |                               |                               |                               |                               |                               |                               |                               |                               |                               |                               |                               |                               |                               |
| 出典2：気象庁                      |                               |                               |                               |                               |                               |                               |                               |                               |                               |                               |                               |                               |                               |

## 歴史

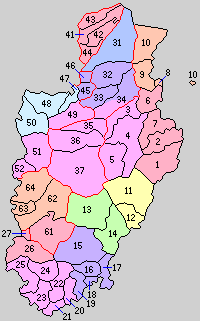
伊豆地域の町村。27が町村制施行時の松崎村。(26.岩科村 61.中ノ郷村)

- 明治初年の時点で現在の町域内に以下の21村が存在。主に旗本領と掛川藩領で構成された。
  - 那賀郡 ： 江奈村、桜田村、池代村、大沢村、船田村、峰輪村、那賀村、建久寺村、吉田村、門野村
  - 賀茂郡 ： 松崎村、宮内村、伏倉村、南郷村、明伏村、小杉原村、岩科村、雲見村、石部村、岩地村、道部村
- 1882年（明治15年）1月1日 - 依田勉三、北海道十勝開拓を目的に晩成社を組織。7月、豆海汽船会社、依田佐二平により開業。西伊豆と東京を結ぶ豆海丸運行。
- 1883年（明治16年）3月15日 - 晩成社第1回移民団の依田勉三ら27人、大沢村を出発。
- 1887年（明治20年）-依田善六、駿豆汽船会社設立（のち伊豆浦汽船と合併し、豆州汽船会社と改称）。
- 1889年（明治22年）4月1日 - 町村制の施行により、以下の3村が発足
  - 那賀郡中ノ郷村 ← 池代村、大沢村、船田村、峰輪村、那賀村、建久寺村、吉田村、門野村および賀茂郡南郷村、明伏村、小杉原村
  - 賀茂郡松崎村 ← 松崎村、宮内村、伏倉村および那賀郡江奈村、桜田村
  - 賀茂郡岩科村 ← 岩科村、雲見村、石部村、岩地村、道部村
- 1891年（明治24年）6月11日 - 中ノ郷村が中川村に改称。
- 1896年（明治29年）4月1日 - 郡制の施行により中川村の所属郡が賀茂郡に変更。
- 1901年（明治34年）3月15日 - 松崎村が町制施行して松崎町となる。
- 1909年（明治42年） - 駿河湾汽船、松崎町に設立、松崎-沼津間に松丸就航。
- 1929年（昭和4年）5月7日 - 全国標準相場であった松崎マユ市場閉鎖。
- 1932年（昭和7年）11月15日 - 浜町橋、鉄筋コンクリートで架け替え渡り初め式。
- 1955年（昭和30年）3月31日 - 中川村と合併し、改めて松崎町が発足。
- 1956年（昭和31年）6月1日 - 岩科村を編入。
- 2013年（平成25年）10月4日 - 「日本で最も美しい村」連合への加盟が認定された。

## 人口
| |                                        |  |
| 松崎町と全国の年齢別人口分布（2005年） | 松崎町の年齢・男女別人口分布（2005年） |  |
| ■紫色 ― 松崎町 ■緑色 ― 日本全国 | ■青色 ― 男性 ■赤色 ― 女性              |  |
| 松崎町（に相当する地域）の人口の推移 \| 1970年（昭和45年） \| 10,425人 \| \| \| 1975年（昭和50年） \| 10,337人 \| \| \| 1980年（昭和55年） \| 10,013人 \| \| \| 1985年（昭和60年） \| 9,635人 \| \| \| 1990年（平成2年） \| 9,266人 \| \| \| 1995年（平成7年） \| 8,841人 \| \| \| 2000年（平成12年） \| 8,515人 \| \| \| 2005年（平成17年） \| 8,104人 \| \| \| 2010年（平成22年） \| 7,653人 \| \| \| 2015年（平成27年） \| 6,837人 \| \| \| 2020年（令和2年） \| 6,038人 \| \| |                                        |  |
| 総務省統計局 国勢調査より |                                        |  |
| 1970年（昭和45年） | 10,425人                               |  |
| 1975年（昭和50年） | 10,337人                               |  |
| 1980年（昭和55年） | 10,013人                               |  |
| 1985年（昭和60年） | 9,635人                                |  |
| 1990年（平成2年） | 9,266人                                |  |
| 1995年（平成7年） | 8,841人                                |  |
| 2000年（平成12年） | 8,515人                                |  |
| 2005年（平成17年） | 8,104人                                |  |
| 2010年（平成22年） | 7,653人                                |  |
| 2015年（平成27年） | 6,837人                                |  |
| 2020年（令和2年） | 6,038人                                |  |

## 行政

### 松崎町役場

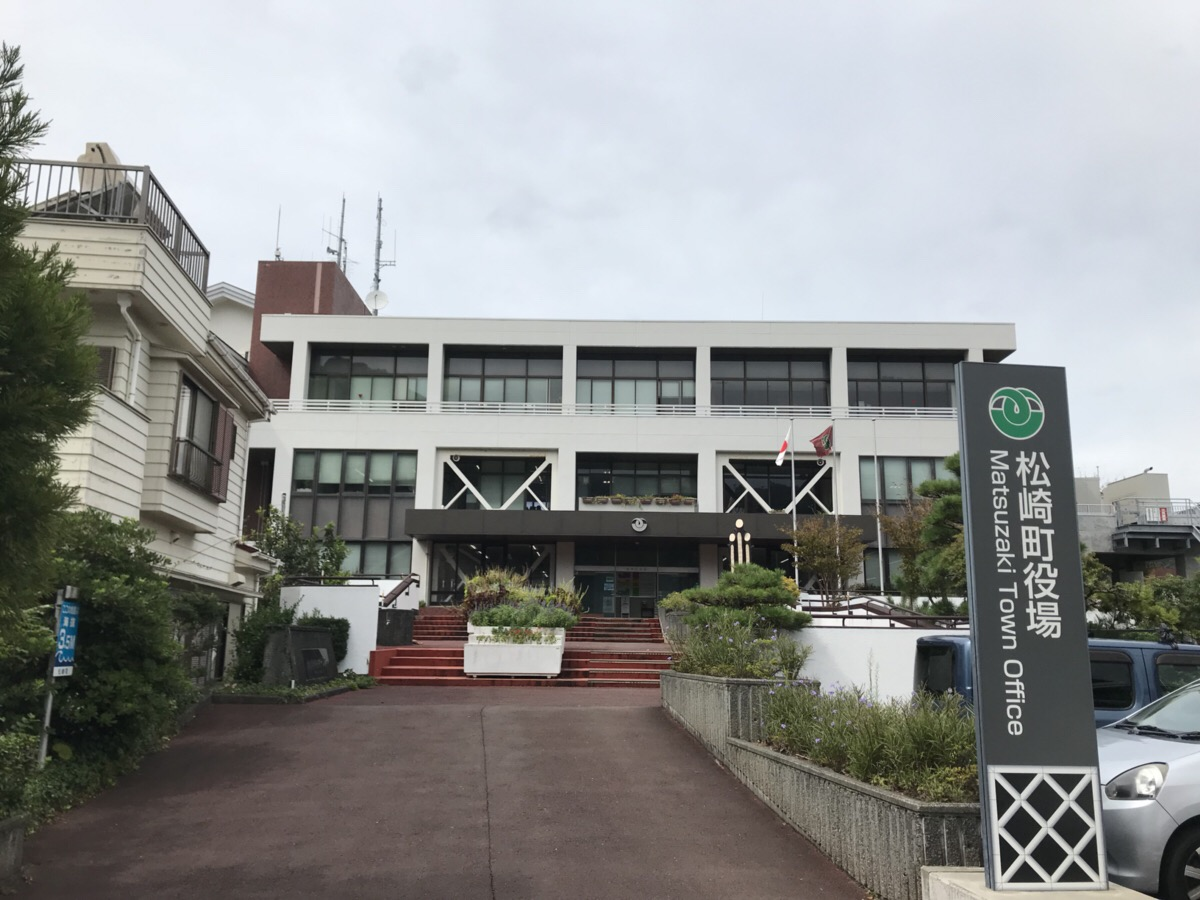
松崎町役場正面からの写真

町長
- 深澤準弥[3]（2021年12月14日 - 、1期目）

マスコットキャラクター
- まっちー

#### 不祥事
職員による暴言「めんどくせぇ」、および職務怠慢
2019年（令和元年）9月、ひとり親世帯への助成金、27世帯の約22万円を各家庭に振り込まず、申請した町民に対し「めんどくせぇ」と職員が暴言を吐いたことが、2020年（令和2年）2月21日に発覚、町長の長嶋精一は申請全世帯に対し、1軒ずつ謝罪に出る事態となった。

### 県の機関
- 静岡県警察 下田警察署 松崎分庁舎（峰輪）

### 地区
- 中川（なかがわ）地区 - 旧中川村（中ノ郷村）
  - 那賀（なか） - 旧那賀村
  - 建久寺（けんきゅうじ） - 旧建久寺村
  - 吉田（よしだ） - 旧吉田村
  - 船田（ふなた） - 旧船田村
  - 門野（かどの） - 旧門野村
  - 峰輪（みねわ） - 旧峰輪村
  - 大澤（おおさわ） - 旧大沢村
  - 池代（いけしろ） - 旧池代村
  - 南郷（なんごう） - 旧南郷村
  - 明伏（あけぶし） - 旧明伏村
  - 小杉原（こすぎはら） - 旧小杉原村

- 松崎（まつざき）地区 - 旧松崎町（狭義）
  - 江奈（えな） - 旧江奈村
  - 櫻田（さくらだ） - 旧桜田村
  - 松崎 - 旧松崎村
  - 宮内（みやうち） - 旧宮内村
  - 伏倉（しくら） - 旧伏倉村

- 岩科（いわしな）地区 - 旧岩科村（広義）
  - 道部（みちぶ） - 旧道部村
  - 岩科 - 旧岩科村（狭義）
    - 岩科北側（いわしなほくそく）
    - 岩科南側（いわしななんそく）

  - 三浦（さんぽ）
    - 岩地（いわち） - 旧岩地村
    - 石部（いしぶ） - 旧石部村
    - 雲見（くもみ） - 旧雲見村

### 合併協議
- 2000年以降、周辺市町村、または周辺市町との合併協議を行ってきたが、実現には至らなかった。
  - 旧西伊豆町・旧賀茂村（いずれも現西伊豆町）との合併
  - 下田市・河津町・南伊豆町との合併

### 姉妹都市・提携都市
日本
- 帯広市（北海道・十勝総合振興局）
  - 1978年5月、開拓姉妹都市提携。
- 安曇村（長野県南安曇郡、現松本市）
  - 1981年10月、姉妹都市提携。松本市への編入（2005年4月1日）以降も地域交流を続けている。

その他
- 日本で最も美しい村連合

美しい村づくり、ロゴマークの活用、サポーター会員制度、イベントの開催、広報活動を行っている地方自治体や地域の連合体に参加している。

## 経済
松崎町では観光業（温泉）、林業、漁業、商業などが盛んである。

### 農林業
- オオシマザクラ（桜餅用）
  - かおり風景100選：松崎町桜葉の塩漬け

### 漁業
- 松崎漁港
- 岩地漁港
- 石部漁港
- 雲見漁港

## 教育

### 高等学校
- 静岡県立松崎高等学校

### 中学校
- 松崎町立松崎中学校

### 小学校
現存する小学校
- 松崎町立松崎小学校

廃校となった小学校
- 松崎町立中川小学校（2010年3月廃校。松崎小学校に統合）
- 松崎町立岩科小学校（2007年3月廃校、松崎小学校に統合）
- 松崎町立三浦小学校（2007年3月廃校、松崎小学校に統合）

### その他の教育施設
- 松崎町立図書館
- 静岡県自動車学校松崎校

## 交通

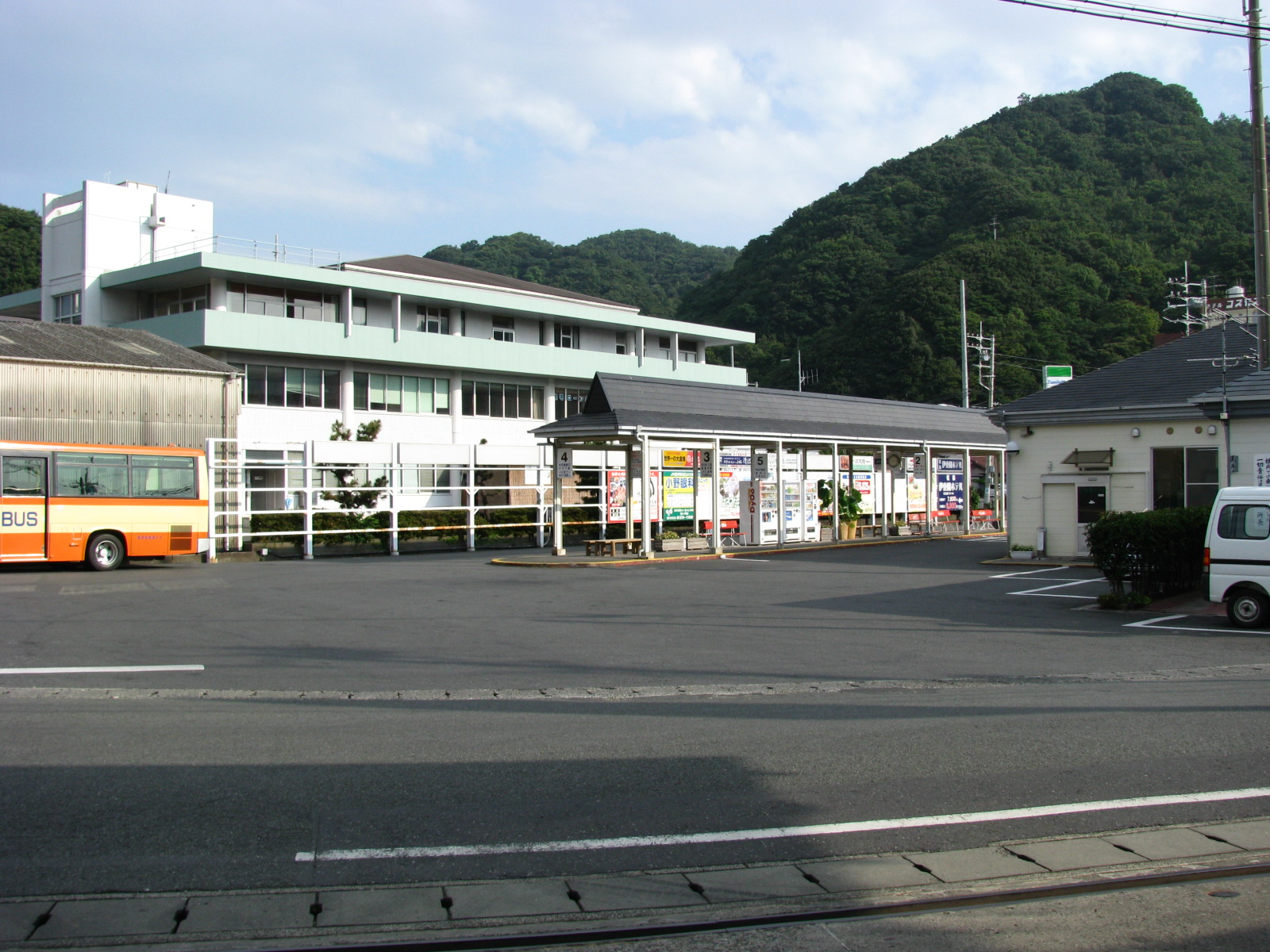
松崎バスターミナル

町内に鉄道は通っていない。鉄道を利用する場合の最寄り駅は、伊豆箱根鉄道駿豆線修善寺駅あるいは、伊豆急行線稲梓駅、蓮台寺駅、伊豆急下田駅。

### バス
- 東海バス - 松崎営業所がバスターミナルとなっている。
  - 伊豆急行線 - 伊豆急下田駅へバスで50分
  - 伊豆箱根鉄道駿豆線 - 修善寺駅へバスで1時間40分
- 松崎町自主運行バス（運行委託先：東海バス松崎営業所）
- 西伊豆町自主運行バス（運行委託先：東海バス松崎営業所）

### 道路
一般国道
- 国道136号

主要地方道
- 静岡県道15号下田松崎線
- 静岡県道16号下田石廊松崎線

一般県道
- 静岡県道115号湯ケ野松崎線
- 静岡県道121号南伊豆松崎線
- 静岡県道122号松崎港線

### 船舶
- 松崎港 - 現在は定期旅客航路は開設されていない。沼津港から定期旅客船が出ていたが、2003年に廃止になっている。

## 名所・旧跡・観光スポット

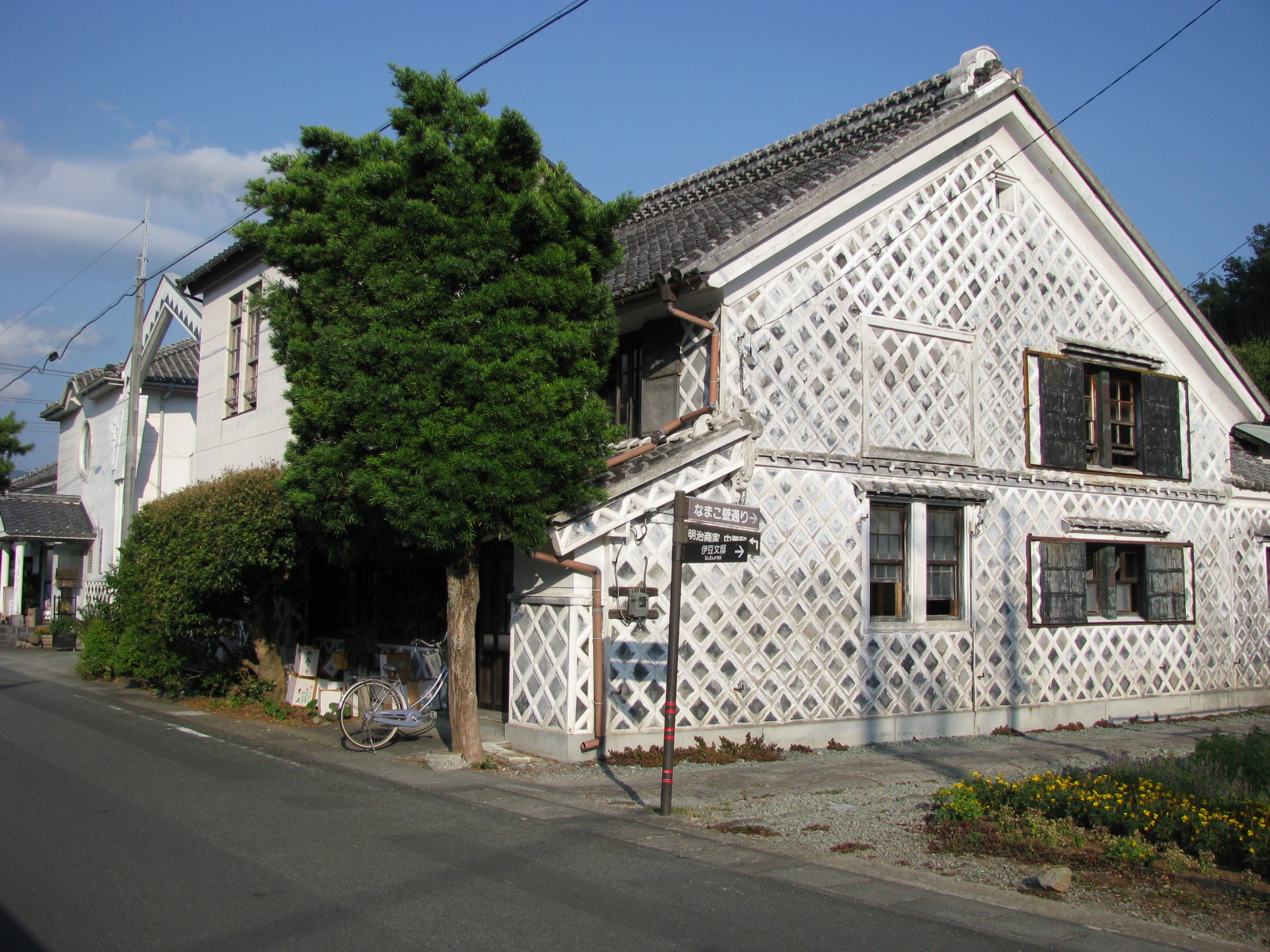
なまこ壁（近藤平三郎生家）

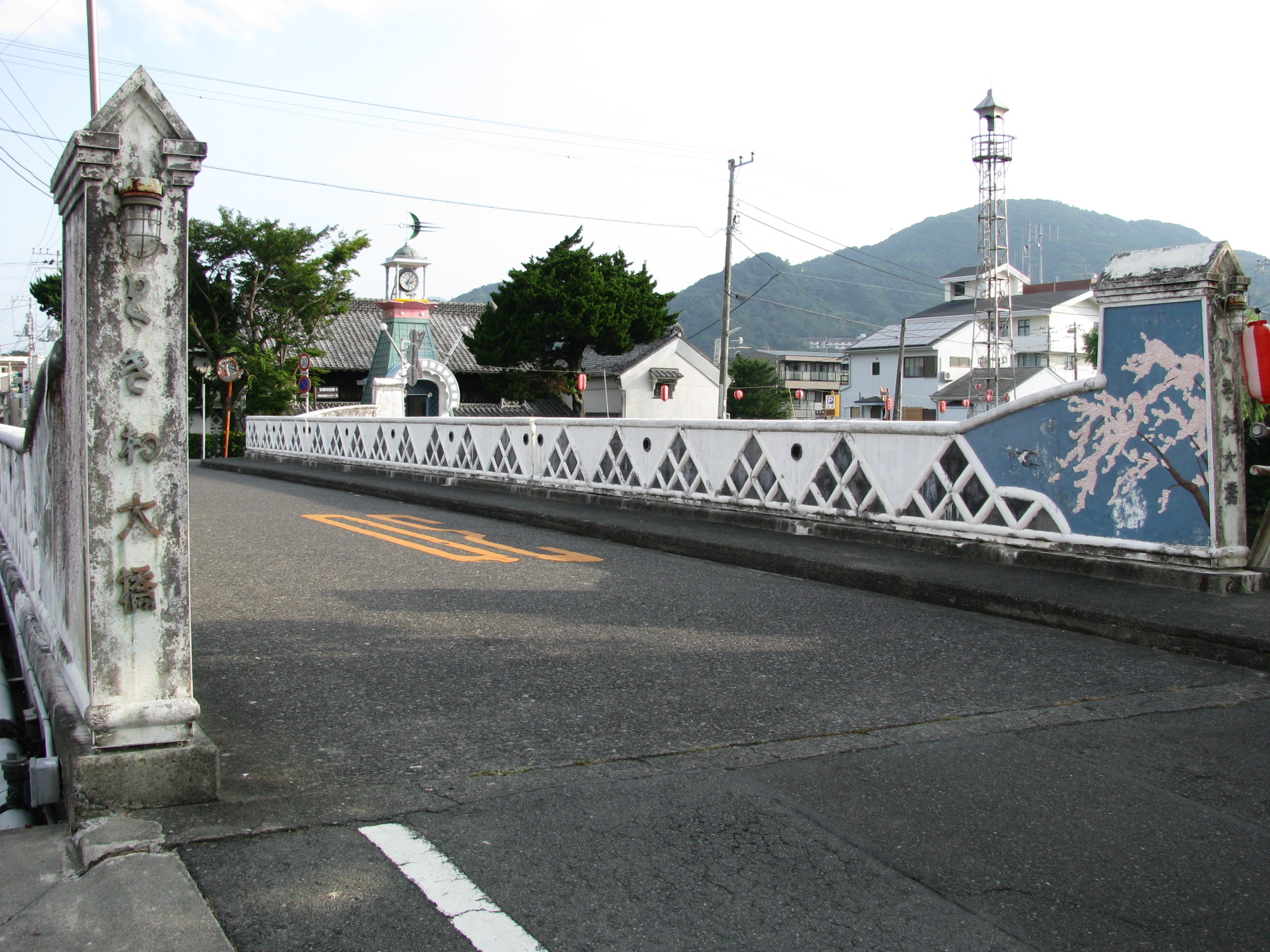
ときわ大橋（漆喰の装飾がある珍しい橋）

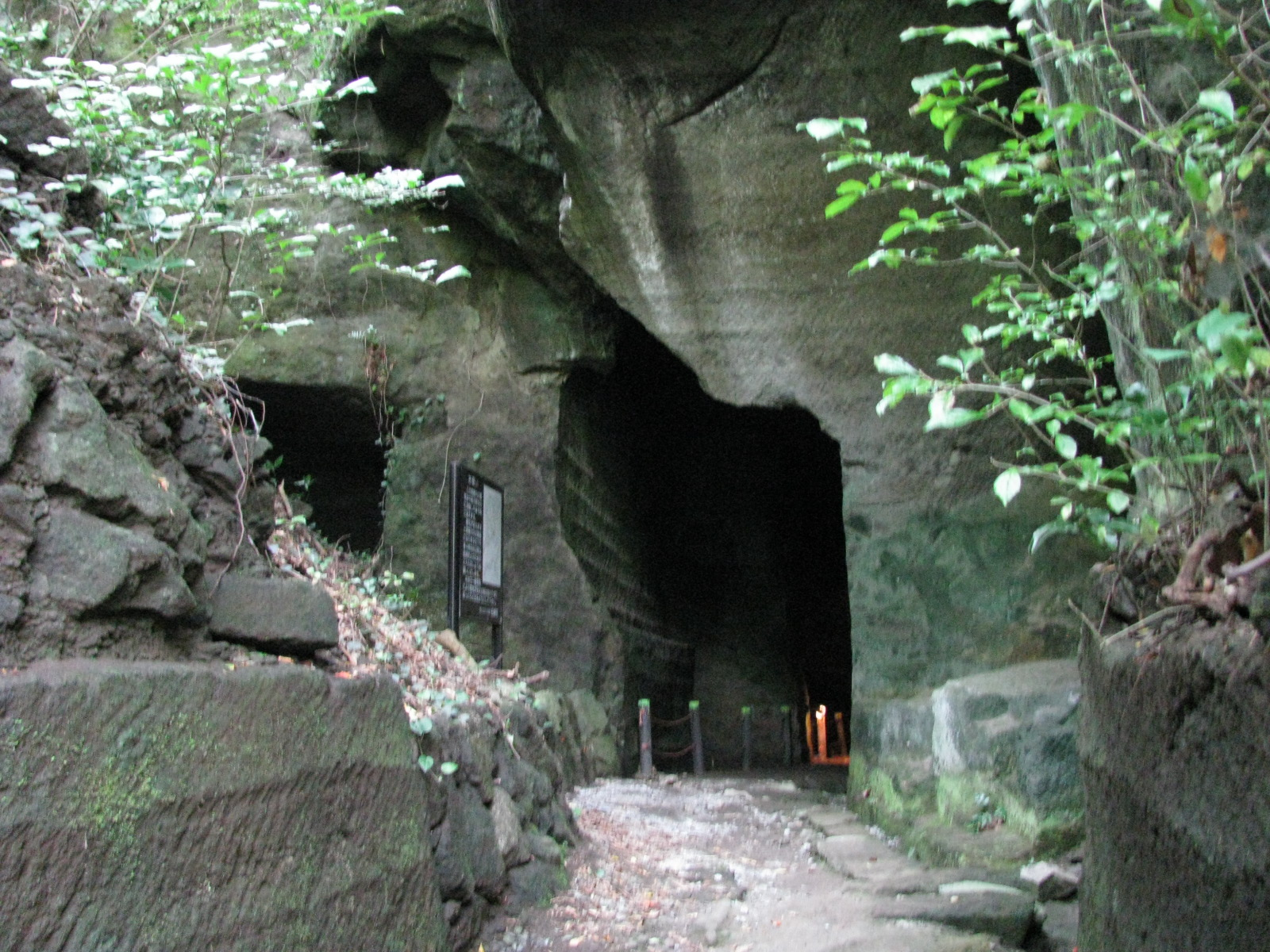
室岩洞（石切り場の跡）

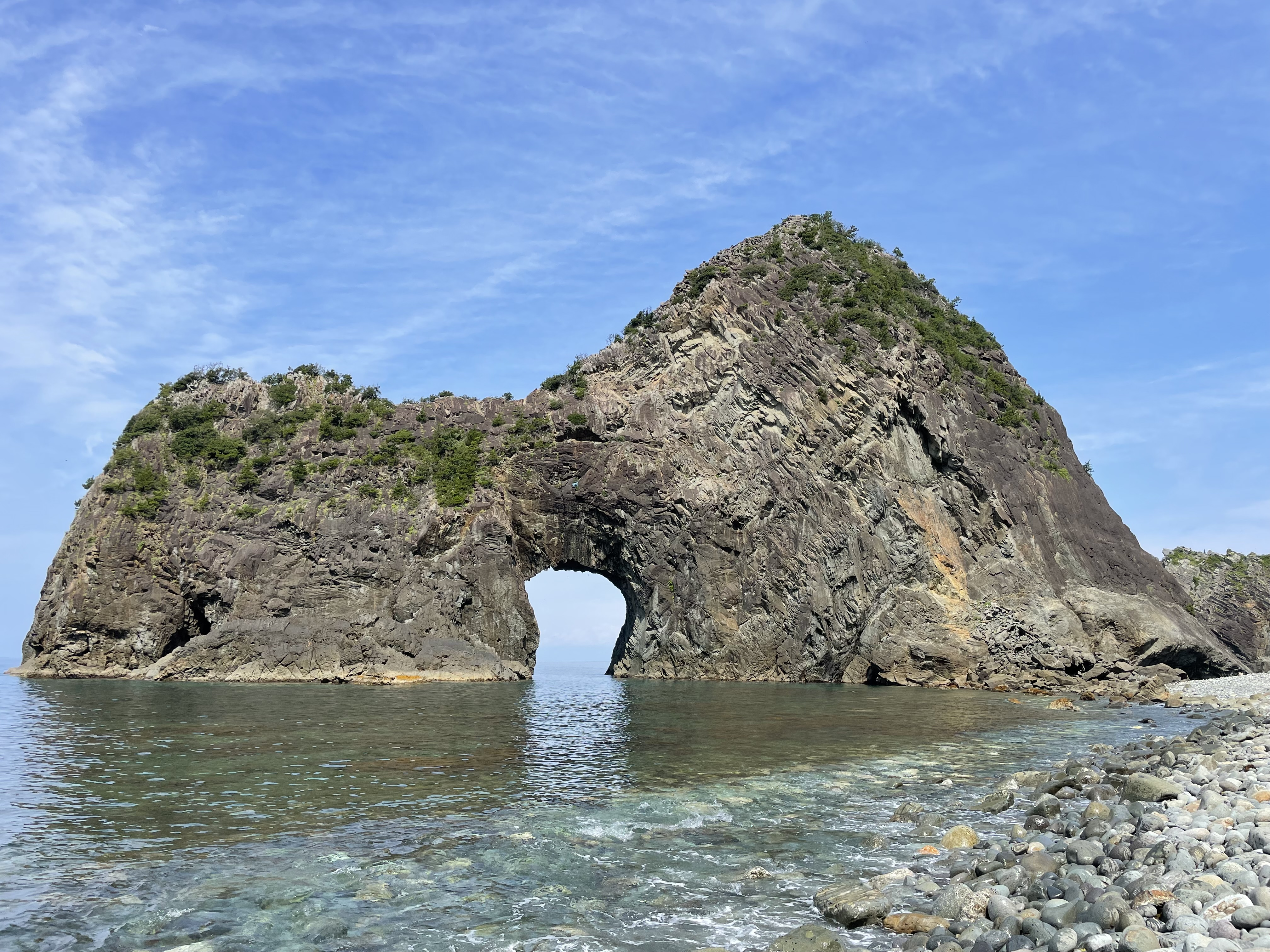
雲見浅間神社の石門とされる千貫門

### 史跡
- なまこ壁 - なまこ壁の通りは、平成元年度手づくり郷土賞（歴史をいかした街並み）受賞。
- 長八記念館
- 長八美術館
- 岩科学校 - 伊豆地区最古の小学校。国指定重要文化財。
- 中瀬邸
- 伊豆文邸
- ときわ大橋
- 室岩洞

### 神社
- 箕匂神社 - 中川・峰輪地区の式内社・旧村社。
- 仲神社 - 中川・那賀地区の式内社・旧村社。
- 伊那上神社 - 松崎地区の式内社・旧郷社。
- 伊那下神社 - 松崎地区の式内社・旧郷社。
- 國柱命神社 - 岩科地区の式内社・旧村社。
- 伊志夫神社 - 石部地区の式内社・旧村社。
- 雲見浅間神社 - 雲見地区の式内社・旧郷社。

### 温泉
- 松崎温泉 - 町中心部に所在。
- 大沢温泉 - 町東部に所在。
- 三浦温泉（岩地温泉・石部温泉・雲見温泉） - 町南西部に所在。

足湯
- 伊豆文の足湯（伊豆文邸東脇）

#### 日帰り温泉
- 野天風呂 山の家
- ダジュール岩地（5月-10月、岩池海岸）
- 平六地蔵露天風呂（5月-10月、石部海岸）
- 赤井浜露天風呂（5月-10月、雲見海岸）※2019年9月1日から休止中、営業再開の予定なし[5]

### 海水浴場
- 松崎海水浴場
- 岩地海水浴場 - 「東洋のコートダジュール」と称される[6]。
- 石部海水浴場
- 雲見海水浴場

### スキューバダイビング
- アクアティーク
- アイダイブ
- デュークダイビングサービス（DDS）
- ダイビングサービスはまゆ
- コリンズ

### キャンプ場
- 伊豆松崎あそび島
- 雲見夕陽と潮騒の岬オートキャンプ場
- 雲見オートキャンプ場
- オートキャンプ場 花沢

### 観光施設
- 道の駅「花の三聖苑」
- 雲見くじら館 - 博物館。日本に数点しかないセミクジラの骨格標本などを展示。

## 映画・テレビの撮影
- 1976年 映画『エデンの海』
- 1983年 映画『天城越え』
- 1990年 松竹映画『つぐみ』
- 1990年 映画『稲村ジェーン』
- 2003年 映画『バーバー吉野』
- 2004年 TBSドラマ『世界の中心で、愛をさけぶ』
- 2004年 映画『新しい風』
- 2007年 NTVドラマ『セクシーボイスアンドロボ』第2話
- 2013年 TBSドラマ『とんび』
- 2013年 映画『ガリレオ・真夏の方程式』
- 2022年 映画『ゴーストブック おばけずかん』

## 文学
- 西村京太郎：『西伊豆美しき殺意』
- 若桜木虔：『石廊崎・堂ヶ島 万博船の殺人』
- 松山善三：『依田勉三の生涯』

## 著名な出身者
江戸時代の生まれ
- 本多正観 - 天明2年（1782年）、伊豆国賀茂郡道部村（幕藩体制下の伊豆掛川藩領道部村、のちの岩科村道部。現・静岡県賀茂郡松崎町道部）の生まれ。僧（京都本願寺本廟使）。実業家。教育者（浄感寺塾開祖）。
- 石田半兵衛 - 享和元年（1801年）頃、伊豆国那賀郡江奈村（幕藩体制下の伊豆掛川藩領江奈村。現・静岡県賀茂郡松崎町江奈）の生まれ。彫刻家。
- 入江長八 - 文化12年8月5日（1815年9月7日）、伊豆国賀茂郡松崎村明地（現・静岡県賀茂郡松崎町）の生まれ。左官職人、工芸家。
- 土屋三余 - 文化12年（1815年）、伊豆国那賀郡中村（幕藩体制下の伊豆旗本知行中村。現・静岡県賀茂郡松崎町那賀）の生まれ。漢学者。
- 小沢一仙 - 天保元年（1830年）、伊豆国那賀郡江奈村（幕藩体制下の伊豆掛川藩領江奈村。現・静岡県賀茂郡松崎町江奈）の生まれ。武士（藩士）。船大工（造船技師）。彫刻家。
- 鈴木真一 - 天保6年4月（1835年5月）、伊豆国賀茂郡岩地村（幕藩体制下の伊豆旗本知行岩地村。現・静岡県賀茂郡松崎町岩地）の生まれ。写真家。
- 依田佐二平 - 弘化3年2月10日（1846年3月7日）、伊豆国那賀郡大沢村（幕藩体制下の伊豆旗本知行大沢村。現・静岡県賀茂郡松崎町大沢）の生まれ。名主、豪農。官僚、政治家。実業家（製糸・養蚕業者、海運業界、豆海汽船会社創業者）。教育者。依田勉三の兄。
- 依田勉三 - 嘉永6年5月15日（1853年6月21日）生まれ。出生地は兄・依田佐二平と同じ。探検家。開拓者（北海道は十勝平野〈帯広〉の開拓者）。教育者。

明治生まれ
- 郡谷照一郎 - 1876年（明治9年）9月15日生まれ。衆議院議員。
- 近藤平三郎 - 1877年（明治10年）12月11日生まれ。薬学者。軍医。文化勲章受章者。
- 石田禮助 - 1886年（明治19年）2月20日、静岡県那賀郡江奈村（現・松崎町江奈）生まれ。実業家（三井物産社長、国鉄総裁）。
- 岡村末次郎 - 1911年（明治44年）生まれ。船大工（造船技師）。

大正生まれ
- 三國連太郎 - 1923年（大正12年）1月20日、群馬県太田町（現・太田市太田地区）生まれ。静岡県賀茂郡松崎町育ち。俳優。【転入】※生後7か月の時、父の故郷である松崎町に転居してきた。

昭和生まれ
- 植松晃士 - 生年非公開。ファッションプロデューサー。実業家。活動歴は1989年（平成元年）から。